# 社会学方法的准则
《社会学方法的准则》（法語：Les Règles de la Méthode Sociologique）出版于1895年，是法国社会学家埃米尔·涂尔干的首部重要著作，奠定了社会学研究的对象及方法。该书为社会学确立了有别于哲学、心理学、生理学的独特的研究对象：社会事实，并进一步提出了相应的方法论原则。1929年，上海商务印书馆出版过许德珩的中文译本，1995年后经由商务印书馆重新译出。
该书在社会学中具有相当重要的地位，其基本理论经由涂尔干的另一本著作《自杀论》得到实践，是为社会学理论研究与经验研究相结合的范例。

## 社会学的研究对象;社会事实
《社会学方法的准则》是涂尔干的重要著作，涂尔干认为，能否具有仅仅为社会学所研究的特殊对象，使其成为一门独立学科的必备条件。他指出，社会学的研究对象是社会事实。进而提出了社会事实的两个特征：外在性与约束性。是否具有仅仅为社会学所研究的特殊对象和相应的独特研究方法，这是使社会学变成一门独立的科学所必须具备的一般条件。从传统哲学的领域中提取出独特的社会学方法论，是该书的主要立意。
社会事实的存在不取决于个人，它先于个体的生命而存在，比个体生命更持久，它由先行的社会事实所造成，并以外在的形式强制和作用于人们，塑造人们的意识。社会高于个人，社会事实不能用生理学、个体心理学等研究个体的方法来解释，必须采用社会学的方法、观点来解释。以此，涂尔干提出了与其基本原理相适的社会学研究方法论原则。

## 方法论原则
涂尔干认为，科学的社会学方法论必须与研究对象相适应。据此，他提出了观察社会事实、区分正常现象和病态现象、划分社会类型、解释社会事实与求证五大方法论原则。
涂尔干认为，观察社会事实时的首要原则是把社会事实作为“物”来考察。这就需要摆脱预断观念（或者说通俗观念），对研究对象进行操作定义以及客观性材料，从独立侧面进行考察。操作定义是指“取一组预先根据一些共同的外在特征而定义的现象作为研究的对象，并把符合这个定义的全部现象收在同一研究之中”；独立侧面考察是指“从社会事实脱离其在个人身上的表现而独立存在的侧面来理解社会事实”。
他批评孔德暗示社会现象是物，实际以观念处之；认为赫伯特·斯宾塞把有机预断当作物，以特定的观察方法代替了社会本身，尝试证明预断而非解释社会事实。在伦理学与政治经济学方面，以其价值论先制造理论再做科研，研究社会应然而非实然。
区分社会正常与否目的是使科学服务实践，为社会改良提供依据。区分标志是普遍形态。正常现象的普遍性与集体生活的一般条件有关，同时反对研究病态现象，例如野蛮人之于文明社会即为病态，被他认为不具有研究价值。
区分的准则如下：
- 一定的社会事实与一定的社会环境相适应。
- 普遍形态与当时的社会条件有关，且可检验。
- 当这个事实与尚未完成全部进化过程的社会种有关时，这种检验则必不可少。

划分社会形态方面，他认为划分标准是社会复杂程度，由此得出了高级社会类型由低级社会再现而形成的环节社会划分法：单环节社会、简单合成的多环节社会、双重合成的多环节社会。